# جبران توینی
جـِبران غسان تُوینی (به عربی: جبران غسان تويني) فرزند غسان توینی روزنامه‌نگار کهنه‌کار لبنانی و خود مدیر روزنامه النهار و نماینده مجلس لبنان از فراکسیون ائتلاف ۱۴ مارس و عضو حزب جریان المستقبل بود که یکی از قربانیان ترورهای سیاسی در لبنان است.
جبران توینی صبح دوشنبه، ۲۱ آذرماه ۱۳۸۳ بر اثر انفجار یک خودروی بمب‌گذاری شده هنگام عبور کاروان حامل او در شرق بیروت کشته شد.
کوفی عنان دبیرکل (اسبق) سازمان ملل متحد به نوبه خود با صدور بیانیه‌ای قتل جبران توینی را قاطعانه محکوم کرد.